# 劉羨
劉羨（りゅう せん、生年不詳 - 97年）は、後漢の皇族。陳敬王。

## 経歴
明帝の次男として生まれた。60年（永平3年）4月、広平王に封じられた。78年（建初3年）、官司が劉羨と鉅鹿王劉恭と楽成王劉党をともに封国に下向させるよう上奏した。章帝は諸王を離別させるに忍びず、みな洛陽に留めた。79年（建初4年）、地理を調べて地図に描き、諸国の戸口などを調査するよう章帝に命じられた。諸国の租税歳入はおのおの8000万と定められた。劉羨は経書を広く渉猟し、儒者たちとともに白虎殿で儒学を講義し議論した。
82年（建初7年）6月、章帝は広平国が北辺にあって、費用が多くかかることから、劉羨を西平王に徙封し、汝南郡の8県を分割して西平国とした。86年（元和3年）、劉羨は章帝の北巡に従った。88年（章和2年）3月、章帝の遺詔により劉羨は陳王に徙封され、淮陽郡を陳国とした。同年のうちに陳国に下向した。97年（永和8年）12月辛亥、死去した。

## 妻子

### 妻
- 李儀

### 子
- 劉鈞（後嗣、陳思王）
- 劉番（陽都郷侯）
- 劉千秋（新平侯）
- 劉参（周亭侯）
- 劉寿（楽陽亭侯）
- 劉宝（博平侯）
- 劉旦（高亭侯）
- 劉崇（安寿亭侯、陳頃王）

## 伝記資料
- 『後漢書』巻50 列伝第40